# Référendum néerlandais sur le traité établissant une Constitution pour l'Europe
Pour les autres articles nationaux ou selon les autres juridictions, voir Référendum sur la constitution européenne.
Le référendum néerlandais sur le traité établissant une constitution pour l'Europe (aussi appelé traité de Rome II ou traité de Rome de 2004) eut lieu le 1er juin 2005.
À la question « Êtes-vous pour ou contre la ratification du Traité établissant une Constitution pour l'Europe par les Pays-Bas ? », le « non » recueille 61,54 % des suffrages exprimés.
Le résultat négatif du référendum, joint à celui de la France trois jours plus tôt, a scellé le sort du traité.

## Cadre juridique
La Constitution du royaume des Pays-Bas ne prévoit pas le recours au référendum, même pour une révision constitutionnelle. Celui-ci, lorsqu'il est décidé par les États généraux (le Parlement), ne peut donc être que consultatif, et les États généraux sont libres de suivre l'avis du peuple. Cela ne signifie pas que le peuple néerlandais n'est pas consulté en cas de révision constitutionnelle : en effet, l'article 137 de la Loi fondamentale prévoit la procédure suivante :
1. Une loi de révision constitutionnelle, mentionnant le projet de révision, est votée par les États généraux.
2. La seconde Chambre est dissoute.
3. Après les élections de la Seconde Chambre, les États généraux examinent le projet de modification. La modification ne peut être adoptée qu'aux deux tiers au moins des voix exprimées.

Le dernier référendum national organisé aux Pays-Bas est plus ancien que la Loi fondamentale elle-même, qui date de 1815 ; il a eu lieu au mois d'août 1797.
Contre l'avis du gouvernement, et sur la demande de la Gauche verte (GL), le Parlement a voté à 85 % la loi autorisant la tenue d'un référendum, pour la ratification du Traité établissant une Constitution pour l'Europe. La question posée aux Néerlandais est
Bent U voor of tegen instemming door Nederland met het verdrag tot vaststelling van een grondwet voor Europa? 
(Êtes-vous pour ou contre la ratification par les Pays-Bas du Traité établissant une Constitution pour l'Europe ?).
Tous les partis se sont engagés à suivre le vote populaire si la participation atteint 30 % et si le résultat est sans ambiguïté, c'est-à-dire si le pour ou le contre réunit au moins 60 % des suffrages.
Depuis 2015, le système pour organiser un référendum a évolué : il est maintenant possible qu'une initiative citoyenne (au moins 300 000 personnes) soit à la base de sa tenue.

## Mots d'ordre des partis
Les organismes partisans de la Constitution sont :
- des partis de la coalition gouvernementale :
  - Appel Chrétien Démocrate (CDA)
  - Parti Populaire pour la Liberté et la Démocratie (VVD)
  - Parti des Démocrates 66 (D'66)
- des partis d'opposition :
  - Parti travailliste (PvdA)
  - Gauche Verte (GL)
- deux organisations patronales :
  - VNO-NCW
  - MKB-Nederland

Les opposants au Traité sont :
- un parti d'extrême gauche :
  - Parti socialiste (SP)
- des partis protestants, qui regrettent l'absence de référence religieuse dans le texte :
  - Union chrétienne (ChristenUnie)
  - Parti politique réformé (SGP)
- des partis de droite ou d'extrême-droite :
  - Lijst Pim Fortuyn (LPF)
  - Leefbaar Nederland
  - Groupe Geert Wilders (Groep Geert Wilders)
- Grondwet nee (Constitution Non), regroupant une vingtaine d'organisations issues du milieu altermondialiste.

## Tendance
Le vote « pour » était en tête jusqu'au 23 avril 2005. À cette date fut alors publié un nouveau sondage qui donnait les chiffres suivants :
- Participation : 23 %
- pour : 48 %
- contre : 52 %

Par la suite, cette avance du « non » n'a cessé de se creuser.

## Résultats

Vote majoritaire par commune
Non
Oui

Les Néerlandais se sont prononcés le 1er juin 2005.
| Résultats du scrutin       | Résultats du scrutin | Résultats du scrutin |
| -------------------------- | -------------------- | -------------------- |
| Inscrits                   | 12 172 740           | 100,00 %             |
| Abstentions                | 4 467 544            | 36,70 %              |
| Votants                    | 7 705 196            | 63,30 %              |
| Votes blancs et nuls       | 58 781               | 0,76 %               |
| Votes exprimés             | 7 646 415            | 99,24 %              |
| Votes « pour » (« oui »)   | 2 940 730            | 38,46 %              |
| Votes « contre » (« non ») | 4 705 685            | 61,54 %              |

### Raisons du vote «non»
L'eurobaromètre post-référendum aux Pays-Bas montre que les raisons avancées diffèrent assez radicalement de celles du « non » français :
- 32 % des électeurs votant « non » citent comme raison principale le manque d'information. Une majorité écrasante estime que le débat sur le texte a démarré trop tard.
- 19 % contre une diminution de la souveraineté nationale.
- 14 % ont voté contre le gouvernement en place ou contre les divers partis favorables au texte.
- 13 % sont d'avis que l'Europe coûte trop cher.
- 8 % se disent opposés à la construction européenne.

Selon la fondation Robert Schuman, plusieurs raisons ont été mises en avant pour expliquer les raisons du vote :
- des raisons internes :
  - seulement 19 % des Néerlandais sont satisfaits de l'action gouvernementale.
- des raisons liées à l'Europe :
  - crainte de la perte de l'identité du pays au sein de l'Europe, et de la diminution de l'influence des Pays-Bas dans une Union européenne élargie.
  - crainte vis-à-vis de la possible adhésion de la Turquie
  - méfiance vis-à-vis de l'euro : le directeur de Banque des Pays-Bas a reconnu récemment que le florin avait été sous-évalué de 5 à 10 % au moment de l'introduction de l'euro, générant une hausse des prix.
  - il y a aussi l'inquiétude que l'UE intervienne sur des aspects législatifs différents par rapport au reste de l'UE : mariage homosexuel, vente et consommation des drogues douces, euthanasie autorisée sous conditions.